# منتزعة الكبريت راغبة الملح
منتزعة الكبريت راغبة الملح (الاسم العلمي: Desulfovibrio salexigens) هي نوع من البكتيريا، سلبية الغرام، تتبع جنس منتزعة الكبريت.